# Vivy
Vivy é uma comuna francesa na região administrativa da Pays de la Loire, no departamento de Maine-et-Loire. Estende-se por uma área de 23,17 km². Em 2010 a comuna tinha 2 594 habitantes (densidade: 112 hab./km²).